# Golpe de Estado no Haiti em 1950
O Golpe de Estado em 1950 no Haiti ocorreu em 10 de maio de 1950, quando o presidente Dumarsais Estimé foi deposto pelos militares haitianos após uma crise constitucional. Em seu lugar, foi substituído por uma junta de governo provisória, a qual o golpista Paul Magloire ascendeu a presidência.

## Golpe
Desde os eventos de 1946, Dumarsais Estimé governava o Haiti. O presidente Estimé promoveu várias políticas sociais, como o avanço da população negra. Estimé cairia em duas armadilhas da política haitiana, conflitos com a elite e ambições pessoais.
Em abril de 1950, Estimé propôs uma revisão da constituição que permitiria a reeleição, seu mandato expiraria em 1952. A Câmara dos Deputados o apoiou, mas o Senado rejeitou a proposta. Usando sua influência, Estimé incentivou protestos contra o Senado. Em 6 de maio, os apoiadores de Estimé invadiram e saquearam o Senado. No dia 8, o presidente Estimé tentou dissolver o Senado. Está ação e a agitação popular deu uma razão para o exército intervir na situação. Em 10 de maio, um comando formado por oficiais e soldados fortemente armados invade o Palácio Nacional. “O Alto Estado-Maior, precedido pelo Coronel Magloire e seus oficiais dos Casernes Dessalines, armados com submetralhadoras, entrou no gabinete do presidente e pediu-lhe que assinasse sua carta de renúncia." Forçado a renunciar, Estimé obedeceu. Uma escolta do exército conduziu Estimé do Palácio Nacional para o exílio. Além do presidente deposto, um dos afetados pelo golpe foi o ministro da saúde e do trabalho François Duvalier.

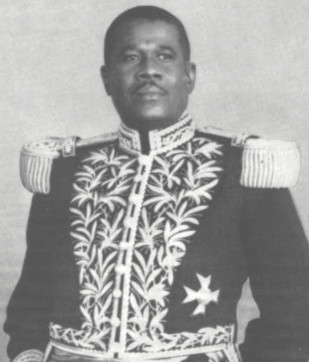
O coronel Magloire

Assumiria no poder uma reedição da junta militar de 46, novamente com Franck Lavaud, Paul Magloire e Antoine Levelt. A diferença do golpe anterior com o de 50, foi o equilíbrio de poderes. Lavaud foi peça-chave no primeiro golpe, mas desta vez Magloire dominou a transição política. Quando se aproximaram as eleições, Magloire se demitiu da junta e se declarou candidato a presidência. Sem uma oposição real, o coronel Paul Magloire venceu as eleições e assumiu a presidência em 6 de dezembro.